# ساسوفلتریو
ساسوفلتریو (به ایتالیایی: Sassofeltrio) یک کومونه در ایتالیا است که در استان پزارو و اوربینو واقع شده‌است.

## خصوصیات
ساسوفلتریو ۲۰٫۹ کیلومترمربع مساحت و ۱٬۴۷۶ نفر جمعیت دارد و ۴۶۸ متر بالاتر از سطح دریا واقع شده‌است.

## خواهرخوانده
شهر کادرتزونه ترمه خواهرخواندهٔ ساسوفلتریو هست.